# Милованова, Александра Петровна
Александра Петровна Милованова (1912 — 1991) — советский хозяйственный, государственный и политический деятель, Герой Социалистического Труда (1948).

## Биография
Родилась в 1912 году в селе Ивановка Тамбовского уезда. Член ВКП(б).
С 1928 года — на хозяйственной, общественной и политической работе. В 1928—1967 гг. — крестьянка, на работу в местном животноводческом совхозе, звеньевая животноводческого совхоза имени Кагановича Министерства мясной и молочной промышленности СССР Сампурского района Тамбовской области, бригадир совхоза «Россия» села Ивановка.
Указом Президиума Верховного Совета СССР от 24 апреля 1948 года присвоено звание Героя Социалистического Труда с вручением ордена Ленина и золотой медали «Серп и Молот».
Избиралась депутатом Верховного Совета РСФСР 3-го созыва.
Умерла в 1991 году.